# Andrej Trosjev
Andrej "Sedoi" Nikolajevitsj Trosjev (Russisch: Андрей Николаевич Трошев) (Leningrad, 5 april 1962) is een Russisch gepensioneerde kolonel. Op 14 juli 2023 kondigde president Vladimir Poetin aan dat Trosjev Jevgeni Prigozjin zou vervangen als leider van de Wagnergroep na de opstand van Prigozjin juni 2023.

## Biografie
Trosjev werd geboren in Leningrad (nu Sint-Petersburg). Nadat hij de middelbare school had afgerond, ging hij naar de militaire academie van Leningrad. Na zijn afstuderen diende hij in verschillende artillerie-eenheden in commando- en officiersposities. Hij vocht in Afganistan als onderdeel van een contingent Sovjet-troepen. Hij voerde het bevel over een batterij gemechaniseerde artillerie. Later studeerde hij af aan de militaire artillerieacademie.
Na de uiteenvallen van de Sovjet-Unie bleef Trosjev dienen in de Russische strijdkrachten. Hij nam deel aan de Tweede Tsjetsjeense Oorlog. Vervolgens diende hij in de eenheden van het militaire district van Leningrad. Nadat hij het leger had verlaten, diende hij bij het ministerie van Binnenlandse Zaken. Hij werkte o.a. voor de OMON in het Noordwestelijke Federaal District. Hij voerde enige tijd het bevel over de SOBR-eenheid in Sint-Petersburg. Hij werd wegens alcoholgebruik uit de hoofddirectie ontslagen. In 2012 beëindigde hij zijn dienst met de rang van kolonel.
Aan het begin van de Russische militaire interventie in Syrië in 2015 ging Trosjev, die op dat moment al met pensioen was, naar Syrië. Hij leidde de logistieke dienst en de veiligheidsdienst van de Wagnergroep in Kraj Krasnodar.
Volgens een online publicatie is Trosjev een onstabiel persoon, alcoholverslaafd en wordt hij in verband gebracht met de dood van enkele tientallen (volgens sommige publicaties honderden) Wagner-huurlingen in februari 2018 door Amerikaanse strijdkrachten. Dit werd in verschillende bronnen categorisch ontkend. Ondanks het grote aantal doden bij de SAR-operaties, kreeg Trosjev bij decreet van president Poetin de titel Held van de Russische Federatie.
Volgens niet-geverifieerde informatie werkte hij na zijn terugkeer naar Rusland voor de Wagnergroep als stafchef. Sommige publicaties beschouwden hem als de leider van het hele bedrijf, maar dit is geen bevestigde informatie.
Na de opstand van de Wagnergroep en de dood van Jevgeni Prigozjin, zei president Poetin dat de Wagnergroep onder Trosjev kon blijven opereren en contracten kon ondertekenen met het Russische ministerie van Defensie.

## Sancties
Op 13 december 2021 werd Trosjev toegevoegd aan de sanctielijst van de Europese Unie omdat hij "verantwoordelijk is voor het actief ondersteunen en uitvoeren van acties en beleid die de territoriale integriteit, soevereiniteit en onafhankelijkheid van Syrië ondermijnen en bedreigen, evenals de stabiliteit en veiligheid in Syrië".